# Sołniecznyj (Jakucja)
Sołniecznyj – osiedle typu miejskiego w Rosji, w Jakucji. W 2010 roku liczyło 1034 mieszkańców.